# Clutia swynnertonii
Clutia swynnertonii là một loài thực vật có hoa trong họ Peraceae. Loài này được S.Moore mô tả khoa học đầu tiên năm 1911.